# Frank Seela
Frank Seela (* 28. November 1939 in Dresden; † 7. September 2024) war ein deutscher Chemiker und Professor im Institut für Organische Chemie an der Universität Osnabrück.

## Leben
An der Universität Göttingen wurde er 1967 bei Hans Brockmann sen. auf dem Gebiet der Antibiotika-Forschung promoviert, u. a. mit der Strukturaufklärung und der Synthese des Actinomycins und verwandter Verbindungen. Anschließend war er von 1967 bis 1969 Assistent an der Universität Göttingen. Danach war er Postdoc bei Donald Crothers und für einen Forschungsaufenthalt in Marburg sowie später Wissenschaftlicher Gast bei Friedrich Cramer in Göttingen. Nach seiner Habilitation an der Universität Paderborn erhielt er ab 1986 eine Professur am Institut für Organische Chemie an der Universität Osnabrück.

## Monomere
Er beschäftigte sich mit der Synthese von verschiedenen Heterocyclen. Zunächst wurde Indol eingesetzt.
Später synthetisierte er Purine mit modifiziertem Chromophor z. B. Pyrrolo Pyrimidine (C-7 Purine, 7-Desazapurine). Deren Nukleoside sind weitaus säurestabiler, als die entsprechenden Purine. Ein 7-Desazaadenosin, das in der Natur vorkommt, ist das Tubercidin. Es lässt sich auch Bromieren und Kreuzkupplungen an ihm durchführen. Bei Glykosylierungen mit Halogenosen mit Purinen entstehen im Allgemeinen Regioisomere. Hier sind N-9 und N-7 Regioisomere zu trennen. Neben der Fusionsmethode von Morris Robins wurden Glykosylierungen mit Natriumhydrid und Phasentransfer-Katalyse entwickelt. Durchgeführt wurde die Synthese von modifizierten DNA- und RNA-Bausteinen und Inkorporation in Festphasensynthese von Oligonukleotiden über Phosphortriester, Phosphoramidit-Synthese und Phosphonate. Zur Untersuchung von Basenpaarungseigenschaften. Neben dem Watson-Crick Basenpaar existieren auch noch andere Basenpaare. Das Adenin-Thymin-Basenpaar enthält zwei Wasserstoffbrücken (A=T). Im  Guanin-Cytosin-Basenpaar befinden sich drei Wasserstoffbrücken(G≡C). Daher ist letzteres Basenpaar stabiler.
Zu seinen Interessen zählte auch die 13C-Kernspinresonanzspektroskopie. Die Wissenschaft von Nukleinsäuren, Nukleotide (mit Phosphor z. B. Adenosintriphosphat (ATP), Adenosindiphosphat (ADP), Adenosinmonophosphat (AMP)) und Nukleoside in Deutschland betrieben: Wolfgang Pfleiderer (Pteridine), Fritz Eckstein (Thiophosphate) und Joachim W. Engels (Phosphoramidite). Er erstellte 591 Publikationen (Stand 2024).